# Lauritz Petersen Aakjær
Lauritz Petersen Aakjær (26 tháng 5 năm 1883 - 17 tháng 4 năm 1959) là một kiến trúc sư người Đan Mạch ở Jutland và là người khai sinh ra phong cách Heimatschutz.

## Tiểu sử
Lauritz Petersen Aakjær sinh ra ở Vester Lindet gần Gram, Đan Mạch. Ông đã hoàn thành khóa học kiến trúc cơ bản tại Baugewerkschule Eckernförde ở Eckernförde. Được tuyển dụng bởi kiến trúc sư HW Schmidt ở Hamburg, ông trở thành một kiến trúc sư độc lập và nhà xây dựng bậc thầy ở Rødding vào năm 1909, nơi có phần lớn các công trình của ông, bao gồm cả Trường Rødding (được xây dựng vào năm 1912). Từ năm 1920 đến năm 1933, ông đã thiết kế 26 ngôi nhà biệt lập ở Rødding và Gram, và hai ngôi nhà ở Haderslev. Một trong những người con của ông, Svend Aage Aakjær, cũng là một kiến trúc sư.